# Economía de Andorra
El turismo es el principal componente de la economía de Andorra. Atractivo para los compradores de España y Francia por su condición de zona franca, el país ha desarrollado un importante complejo turístico muy activo en la temporada de invierno (gracias a los campos de esquí) y, en menor medida, en verano. En el año 2005, el país acogió a 11.049.490 visitantes.
Andorra tiene un comercio muy activo en bienes de consumo, especialmente de productos manufacturados de importación, los cuales, al ser libres de impuestos (duty-free) son más baratos en Andorra que en España o Francia. Como consecuencia, el contrabando es una práctica corriente. El estatus de zona franca de Andorra también ha creado una controversia con respecto a su relación con la Unión Europea. Las negociaciones sobre este tema empezaron en 1987, poco después de la incorporación de España a la UE. Un acuerdo de 1991 puso cuotas para el duty-free y puso límites en algunos productos (principalmente tabaco y bebidas alcohólicas). Aun así, a Andorra se le permite mantener diferencias de precio con los países de la UE, lo que es un atractivo para los visitantes.
Aunque menos del 2% de la tierra es cultivable, la agricultura, conjuntamente con la ganadería, eran los principales soportes de la economía andorrana hasta el surgimiento del turismo. La ganadería ovina ha sido tradicionalmente la principal actividad económica, pero las plantaciones de tabaco son más lucrativas y es a lo que está destinada ahora la mayor parte de la superficie cultivada del país. La práctica totalidad de la comida de Andorra es importada.
Aparte de la artesanía, se fabrica cigarros, cigarrillos y muebles para mercados domésticos y de exportación. Una planta hidroeléctrica en Les Escaldes, con una capacidad de 15 megawattios, provee el 15% de la electricidad de Andorra; el resto de la electricidad consumida proviene de España y Francia.

## Moneda
Desde el 1 de enero de 2002 se utiliza el euro como moneda oficial. Los presupuestos se elaboraban en pesetas antes de la desaparición de la moneda española.

## Turismo
Los servicios representan el 80% del PIB de Andorra. En el año 2005, el país recibió a 11 049 490 visitantes, de los cuales 2 418 409 eran turistas y 8.631.081 excursionistas. El 57,2% de los visitantes eran españoles, el 39,8% eran franceses, y sólo un 3,0% venían de otros países.
Con unos 270 hoteles, 400 restaurantes y numerosos comercios, el turismo emplea a una gran porción de la fuerza laboral.

## Fiscalidad
- Derecho aduanero:
  - Tasa sobre el consumo. Aplicado sobre los productos agrícolas importados.
  - Derechos de importación. Aplicado sobre los productos industriales importados.
- Derecho fiscal nacional:
  - Impuesto de Mercancías Indirecto (IMI). Impuesto que grava la producción e importación de productos procedentes de la Unión Europea.
  - Impuesto sobre la prestación de servicios bancarios y financieros.
  - Impuesto indirecto sobre la prestación de servicios empresariales y profesionales (ISI).
  - Impuesto indirecto sobre la producción interna (IPI).
  - Impuesto sobre las actividades comerciales (IAC).
  - Impuesto sobre las transmisiones patrimoniales inmobiliarias.
  - Tasa en razón del servicio de fe pública notarial.
- Cánones:
  - Sobre el consumo de electricidad y teléfono.
  - Tasa sobre la tenencia de vehículos.
  - Tasa de la Oficina de Marcas.
  - Tasas judiciales.
  - Tasa sobre el juego del bingo.
- Tasas y tributos comunales:
  - Impuesto sobre la radicación de actividades comerciales, empresariales y profesionales.
  - Impuesto sobre la propiedad inmobiliaria edificada.
  - Impuesto de residencia (foc i lloc).
  - Impuesto de administración.

## Datos macroeconómicos
PIB (Producto Interior Bruto)
- El PIB de Andorra para el año 2005 se estima en 2.770 millones de dólares[4]
- 1200 millones de dólares EE. UU. (Convertidos según Paridad del poder de compra). Año 1996
- 1305,84 millones de € (Tipo conversión: 1 dólar = 1,0882 € al 30/01/01)

PIB "per capita"
- 18 000 dólares EE. UU. (Convertidos según Paridad del poder de compra). Año 1996
- 19 587,6 € (Tipo conversión: 1 dólar = 1,0882 € al 30/01/01)

Distribución del PIB por sectores
(Sin datos)
Crecimiento PIB estimado
(Sin datos)
Tasa de inflación
- 2,77% (2001)

### Balanza comercial
Importaciones
- 11 049 millones de € (2005).[2]
- Principales socios comerciales (importaciones): España 53,2%, Francia 21,1%.[5]

Exportaciones
- 114 millones de € (2005)
- Principales socios comerciales (exportaciones): España 59,5%, Francia 17,0%

Saldo (Exportaciones-Importaciones)
- -10 936 millones de €

### Datos económicos de la población
Población ocupada
- 30 787 personas (1998)

Población ocupada por sectores
- Primario: 0,47%
- Secundario: 21,48%
- Terciario: 59,74%
- Otros: 18,31 %

(Datos del gobierno andorrano del año 2000) 
Población bajo el umbral de la pobreza
(No hay datos)

## Comercio exterior

### Importaciones
Se presentan a continuación las mercancías de mayor peso en las importaciones de Andorra para el período 2010-2014. Las cifras están expresadas en dólares estadounidenses valor FOB.

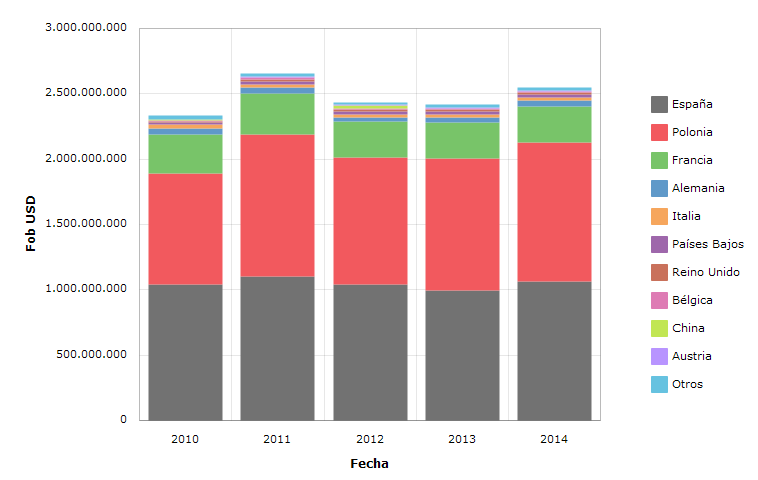
Importaciones de Andorra del periodo 2010-2014 expresadas en USD valor FOB. [http://trade.nosis.com/es/Comex/Importacion-Exportacion/Andorra/Todas-las-posiciones-arancelarias/AD/00 Fuente

| Fecha Mercadería por capítulo arancelario                                                                           | 2010          | 2011          | 2012          | 2013          | 2014          |
| --- | ------------- | ------------- | ------------- | ------------- | ------------- |
| 27 - combustibles minerales, aceites minerales y productos de su destilación; materias bituminosas; ceras minerales | 275.453.997   | 358.524.458   | 377.947.690   | 337.959.065   | 293.577.473   |
| 85 - máquinas, aparatos y material eléctrico, y sus partes                                                          | 189.031.202   | 198.341.900   | 186.210.852   | 178.402.856   | 183.357.053   |
| 33 - aceites esenciales y resinoides; preparaciones de perfumería, de tocador o de cosmética                        | 187.405.016   | 213.895.533   | 167.951.949   | 172.931.888   | 187.392.048   |
| 87 - vehículos automóviles, tractores, velocípedos y demás vehículos terrestres, sus partes y accesorios            | 178.661.285   | 186.573.517   | 146.786.745   | 174.272.433   | 225.687.997   |
| 22 - bebidas, líquidos alcohólicos y vinagre                                                                        | 118.839.326   | 132.063.526   | 129.443.802   | 134.171.866   | 143.021.504   |
| 84 - calderas, máquinas, aparatos y artefactos mecánicos; partes de estas máquinas o aparatos                       | 111.403.414   | 126.619.416   | 121.119.147   | 128.946.095   | 121.121.368   |
| 62 - prendas y complementos (accesorios) de vestir, excepto los de punto                                            | 110.349.359   | 134.881.957   | 113.420.446   | 110.479.310   | 117.346.939   |
| 61 - prendas y complementos (accesorios), de vestir, de punto                                                       | 68.072.148    | 78.909.091    | 74.607.365    | 67.213.391    | 67.858.162    |
| 30 - productos farmacéuticos                                                                                        | 59.467.817    | 66.813.503    | 63.125.239    | 61.469.245    | 63.871.430    |
| 02 - carne y despojos comestibles                                                                                   | 47.272.730    | 62.341.344    | 60.999.020    | 60.968.748    | 63.182.143    |
| Demás capítulos | 987.707.338   | 1.098.725.075 | 994.594.801   | 992.733.872   | 1.083.243.762 |
| Total | 2.333.663.633 | 2.657.689.320 | 2.436.207.056 | 2.419.548.770 | 2.549.659.878 |

### Exportaciones
Se presentan a continuación los principales socios comerciales de Andorra para el periodo 2010-2014. La mayoría de sus importadores están en América y Europa. Las cifras expresadas son en dólares estadounidenses valor FOB.

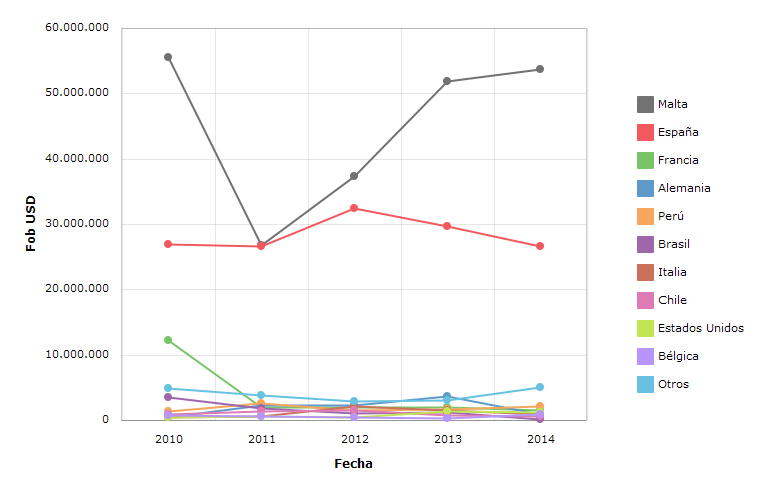
Exportaciones de Andorra del periodo 2010-2014 expresadas en USD valor FOB. [http://trade.nosis.com/es/Comex/Importacion-Exportacion/Andorra/Todas-las-posiciones-arancelarias/AD/00 Fuente

| Fecha País importador | 2010        | 2011       | 2012       | 2013       | 2014       |
| --------------------- | ----------- | ---------- | ---------- | ---------- | ---------- |
| Malta                 | 55.620.397  | 26.743.908 | 37.290.838 | 51.850.934 | 53.764.126 |
| España                | 26.938.407  | 26.580.615 | 32.387.346 | 29.722.225 | 26.615.262 |
| Francia               | 12.246.529  | 1.996.585  | 1.963.637  | 1.965.410  | 1.528.612  |
| Alemania              | 511.729     | 2.224.034  | 2.229.831  | 3.617.118  | 860.120    |
| Perú                  | 1.305.281   | 2.570.844  | 1.570.985  | 1.675.519  | 2.141.638  |
| Brasil                | 3.512.192   | 1.812.513  | 1.081.887  | 1.286.250  | 164.183    |
| Italia                | 474.697     | 599.090    | 2.198.478  | 1.523.914  | 952.026    |
| Chile                 | 855.054     | 1.453.857  | 1.575.722  | 742.173    | 582.119    |
| Estados Unidos        | 419.427     | 614.378    | 402.311    | 1.369.353  | 1.232.738  |
| Bélgica               | 714.453     | 574.642    | 531.019    | 263.728    | 900.704    |
| Resto del mundo       | 4.904.809   | 3.822.271  | 2.843.204  | 3.098.897  | 5.082.731  |
| Total                 | 107.502.975 | 68.992.737 | 84.075.259 | 97.115.522 | 93.824.259 |